# Dschuybare-Viertel

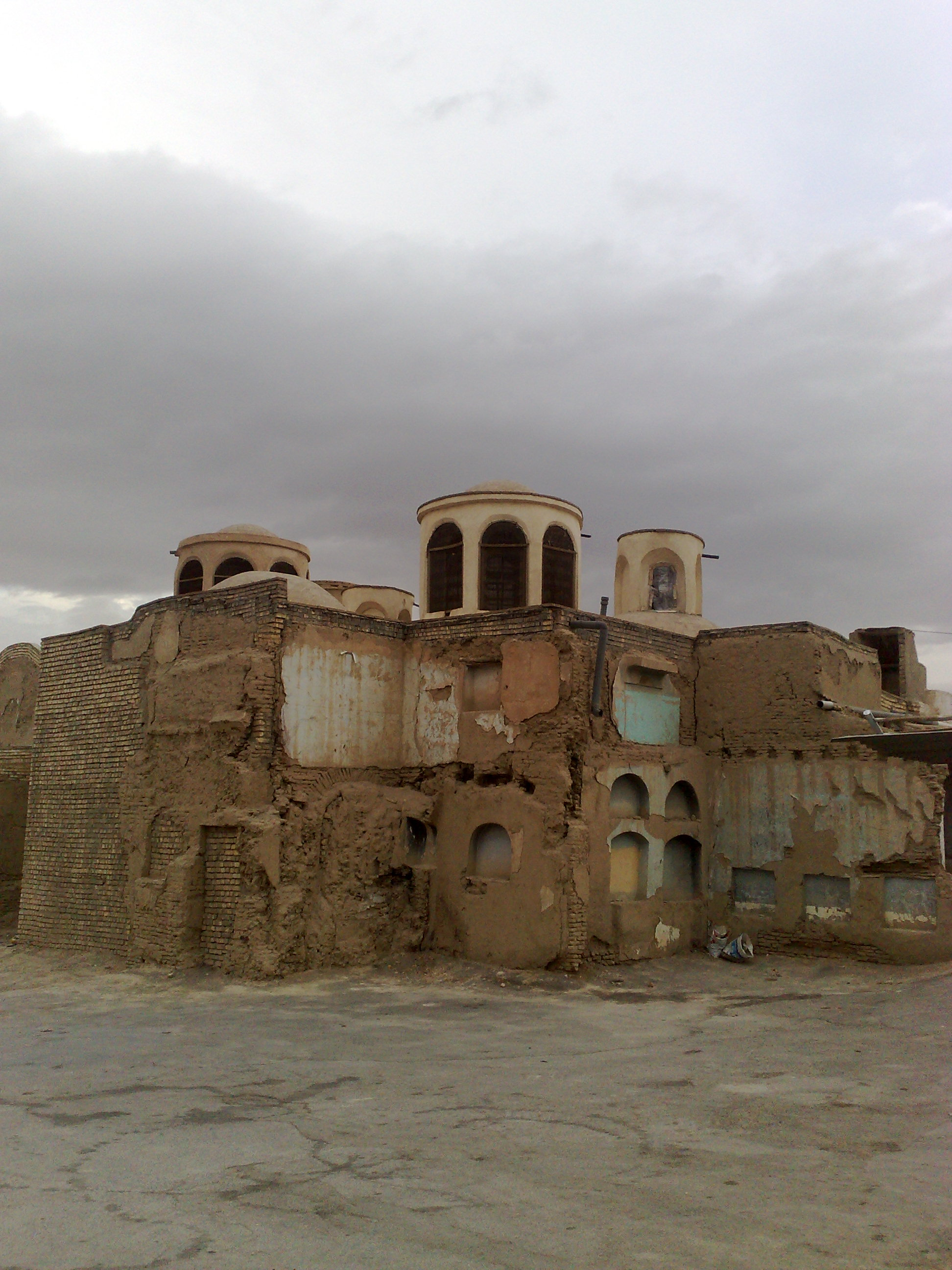
Bozorg-Synagoge und Dschima'ati-Synagoge im Dschuybare-Viertel

Das Dschuybare-Viertel (persisch محله جویباره Mahalle ye Dschuybare, [mæhællɛ jɛ d͡ʒujbɑɾɛ]), auch Dschubare oder Jubareh, ist der früheste Kern der Stadt Isfahan. Es beinhaltet das traditionelle jüdische Viertel der Stadt.

## Geschichte
Laut Überlieferung im Talmud wurde Isfahan von Juden in der Anfangszeit des Achämenidenreiches gegründet, als der persische König Kyros II. im Jahre 539 v. Chr. Babylon eroberte und so das babylonische Exil der Juden beendete. Der Historiker und Geograph Ibn al-Faqih al-Hamadani schrieb dagegen hierzu im 10. Jahrhundert in arabischer Sprache, dass die Gründung bereits vorher erfolgte, nämlich dass die unter Nebukadnezar II. aus Jerusalem deportierten Juden Wasser und Erde aus ihrer Heimat mitnahmen. Sie ließen sich nur dort nieder, wo Wasser und Erde so wie in Jerusalem aussahen, was im Gebiet Isfahans der Fall war, und gründeten die später al-Yahūdiyya („Judenort“) genannte Siedlung. Diese jüdische Siedlung Yahudiya (al-Yahūdiyya) oder Daroljahud verschmolz später mit der zoroastrischen Siedlung Gabai (Γάβαι, abgekürzt Ğai bzw. Dschai). Es wird vermutet, dass daraus der Stadtteil Dschahanbare, Dschuybare oder Dschubareh entstand, von dem aus sich die Stadt entwickelte. In der Seldschuken-Ära war Dschuybare das Zentrum von Isfahan; aus dieser stammen historische Bauten wie Sarban-Minarett und Tschehel Dochtaran-Minarett in diesem Viertel.

## Beschreibung des Viertels
Dschuybare ist das traditionell jüdische Viertel Isfahans. An der Straße Mahi-Forush-ha (ماهی فروش ها, Fischhändlerstraße) stehen allein acht Synagogen, von denen drei einen gemeinsamen Gebäudekomplex bilden. Weitere sechs Synagogen stehen an anderen Straßen dieses Stadtviertels. Mit Ausnahme der im 18. Jahrhundert errichteten Mushi-Haja-Synagoge stammen alle Synagogen aus dem 19. oder 20. Jahrhundert. Nur zwei Synagogen Isfahans stehen nicht in Dschuybare. Wie die meisten Gebäude Isfahans und auch die Wohnhäuser von Dschuybare sind die Synagogen aus Ziegeln gemauert und heben sich nicht aus dem Stadtbild hervor. Auf Grund des historischen Gebots zur äußeren Zurückhaltung sind an den Synagogen nach außen hin keine religiösen Symbole erkennbar. Mehrere der Synagogen haben einen Innenhof, um den die Gebetsräume und andere Räumlichkeiten angeordnet sind. Da die Juden keine hohen Gebäude errichten durften, wurde für ausreichende Räume der Boden ausgehoben, so dass die Innenräume dieser Synagogen unter dem Straßenniveau liegen. Im Jahre 2003 lebten in Isfahan etwa 1500 Juden, die Mehrheit im Stadtzentrum, im alten Judenviertel Dschuybare dagegen nur noch etwa zehn Familien.

## Übersicht über die Synagogen des Dschuybare-Viertels
Folgende acht Synagogen stehen an der Mahi-Forush-ha (Fischhändlerstraße) und deren südwestlicher Verlängerung, der Mellat-Straße (Angaben hier im Verlauf von Nordosten nach Südwesten, alle an der Nordwestseite der Straße):
- Molla-David-Synagoge (1865)
- Gebäudekomplex aus diesen drei Synagogen (um 1908):
  - Bozorg-Synagoge (Große Synagoge)
  - Dschima'ati-Synagoge
  - Molla-Rabi-Synagoge
- Gebäudekomplex aus diesen zwei Synagogen:
  - Mosche-Haja-Synagoge (um 1700 oder 1792)
  - Jussef-Schmuel-Schimon-Synagoge (1909)
- Schmuel-Goli-Synagoge (1814)
- Molla-Nisan-Synagoge (1915)

Folgende fünf Synagogen stehen an anderen größeren Straßen des Viertels:
- Hadsch-Elijahu-Synagoge (1888)
- Asiaban-Synagoge (1908)
- Molla-Jakob-Synagoge (1919)
- Schokralah-Synagoge (1809)
- Chorschidi-Synagoge (1942)

Folgende Synagoge steht an keiner größeren Straße:
- Sangbast-Synagoge (1914)

Die Golbahar-Synagoge in Golbahar und die Keter-David-Synagoge am Palästinaplatz sind die einzigen Isfahaner Synagogen, die sich nicht in diesem Stadtviertel befinden.